# Arte pixel

Exemplo de arte pixel

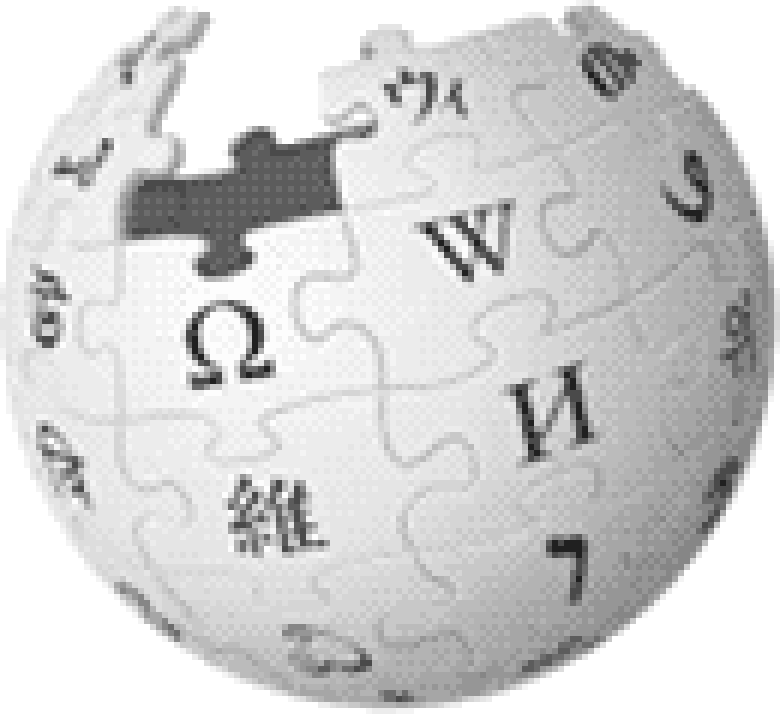
Logo do Wikipédia em arte pixel

Arte pixel (ou pixel art) é uma forma de arte digital que utiliza pixels para criar imagens. Originada nos primórdios dos computadores e videogames, quando as limitações tecnológicas exigiam gráficos de baixa resolução, a pixel art se tornou um estilo artístico icônico. Caracterizada por suas formas pixeladas e paletas de cores limitadas, a pixel art exige precisão e atenção aos detalhes, pois cada pixel possui um papel importante na composição final. Hoje, apesar dos avanços tecnológicos, a pixel art continua a ser apreciada por sua estética única e é amplamente utilizada em jogos, arte digital e animações. 

## História
O termo "pixel art" foi usado pela primeira vez numa publicação de Adele Goldberg e Robert Flegal do Centro de Pesquisas da Xerox em Palo Alto (PARC) em 1982. O conceito, entretanto, vem de dez anos antes. Por exemplo, o sistema de Richard Shoup SuperPaint de 1972, também na Xerox PARC.
Para uma melhor compreensão das definições de pixel art, alguns termos devem ser considerados, como pixel, sistema e paleta de cores, explicados a seguir. Um pixel é o menor elemento endereçável em um dispositivo eletrônico de saída de vídeo, através dele pode-se mapear uma cor com o objetivo de formar uma representação visual para o usuário em uma matriz (LYON, 2006).
O pixel está limitado ao sistema de cores que a máquina utiliza. Entre eles está o RGB que utiliza uma combinação das cores vermelho, verde e azul para exibir uma paleta de mais de 10 mil cores. Uma paleta de cores, em computação gráfica, corresponde a uma combinação finita de cores que podem ser representadas em um dispositivo de saída gráfica (MILLER, 1995). A quantidade de cores varia de acordo com a evolução do hardware.
Em hardwares mais antigos, a limitação de cores gerava figuras menos realistas, logo, era necessário ter criatividade para representar as mais variadas formas em um computador. Antigamente o uso de pixel art era limitado apenas no contexto dos videogames.

## Software
- Deluxe Paint, um editor de gráficos para a plataforma Amiga frequentemente usado pelos pixel artistas da demoscene, além de ter continuações, into até o DXPaint 5.
- GrafX2, um editor de bitmaps gratuito.
- Cosmigo Pro Motion, um editor de gráficos profissional, usado para criar imagens e animações com precisão à nivel de pixel. Tem design similar ao Deluxe Paint.
- Microsoft Paint, O editor de gráficos raster que acompanha o Microsoft Windows.
- Pixen, um editor de gráficos e animações para Mac OS X, adaptado para pixel art.
- Pixly, um editor de animações e pixel art grátis, gratuito e a nivel completo para Android.
- Adobe Photoshop, programa profissional de edição de imagem.
- Make Pixel Art, ferramenta online exclusiva para criação de pixel arts.
- Pyxel Edit,  editor de arte de pixel projetado para tornar o processo mais fácil e divertido.
- Pixel Studio,  editor exclusivo para criação e manipulação de pixel arts.
- Aseprite, Ótimo editor de Pixel Art com seu design atraente e interativo.
- Piskel, Um editor web e gratuito.

## Usos
Pixel art foi muito usada em sistemas computacionais mais antigos, fliperamas comerciais e consoles de video game, já que a limitação gráfica da época só permitia este tipo de desenho. Com o aumento das resoluções e outras técnicas de geração de gráficos, como 3D, pixel art perdeu um pouco de seu uso. A despeito disto, ainda há uma comunidade bastante ativa de profissionais e amadores, produzindo imagens para jogos retro e para plataformas com resoluções de tela limitadas. 
Toda a animação feita em pixel art na época era feita por programadores através de linhas de códigos, que compiladas viravam pixels,  cada pixel era colocado em seu respectivo lugar e colorido manualmente no desenho, um a um, apesar da criação das pixel arts serem feitas através de computadores, elas eram testadas em consoles da época, resumindo, a criação e representação das pixels arts eram bem complexas, porém eram a unica forma de representar uma arte digital na época devido ao baixo poder computacional presente na década.
A partir da década de 90 após a popularização de computadores com interface gráfica, houve um grande avanço para a criação desse tipo de arte, houve uma simplificação no processo de criação das artes, podendo estas serem geradas através de softwares de simples compreensão, um exemplo clássico disso é o Paint da Microsoft, responsável por muitas das pixels arts existentes.
É notável a facilidade adquirida através da evolução das interfaces gráficas e dos hardwares, fazendo com que assim as artes sejam limitadas pela criatividade do artista, deixando a complexidade de códigos das décadas anteriores.
Ícones para sistemas operacionais com resoluções limitadas também podem ser consideradas pixel art. 
A pixel art moderna foi vista como uma reação aos gráficos 3D por hobbistas.  Muitos entusiastas do retrô frequentemente escolhem reproduzir este estilo que foi muito presente no passado. 